# 埃氏印度泳鰍
埃氏印度泳鰍（學名：Indoreonectes evezardi）為輻鰭魚綱鯉形目條鰍科印度泳鰍屬的其中一種，分布於亞洲印度西高止山脈和薩特普拉斯淡水流域，一般生活在溪流中，但在Kotumsar洞穴發現該物種也能適應洞穴環境，本魚體粗短，口下位，具觸鬚3對，鼻孔延伸成管狀，體色黃褐色，頭部及身體具有虎狀斑紋，魚鰭黃橙色，背鰭及尾鰭具黑色點紋，尾鰭截形，尾柄部具一黑色橫紋，體長可達3.8公分，棲息在底層水域，生活習性不明。

## 扩展阅读
維基物種上的相關：埃氏印度泳鰍